# Podling (Bad Heilbrunn)
Podling ist ein Ortsteil der Gemeinde Bad Heilbrunn im oberbayerischen Landkreis Bad Tölz-Wolfratshausen. Die Einöde liegt circa drei Kilometer nördlich von Bad Heilbrunn und ist über die Bundesstraße 11 zu erreichen.
Zum 1. Mai 1978 wurde die eigenständige Gemeinde Schönrain aus dem Landkreis Bad Tölz aufgelöst. Einige Ortsteile wurden zu Königsdorf eingegliedert, andere wie Podling kamen zu Bad Heilbrunn.